# Теорема Громова о группах полиномиального роста
Теорема Громова о группах полиномиального роста утверждает, что все конечнопорождённые группы полиномиального роста почти нильпотентны, то есть, обладают нильпотентной подгруппой конечного индекса.
Теорема доказана Громовым в 1981.
В той же статье вводится так называемая сходимость по Громову — Хаусдорфу.
Доказательство существенно использует так называемую альтернативу Титса.

## Вариации и обобщения
- Теорема остаётся верной если степень роста группы {\displaystyle O(n^{(\log \log n)^{c}})}.[2]
- Если для группы {\displaystyle G} существует многочлен {\displaystyle P} такой, что для любого {\displaystyle n\in \mathbb {N} } существует система образующих {\displaystyle S=S^{-1}} такая, что
{\displaystyle |S^{n}|\leqslant P(n)\cdot |S|,}

тогда {\displaystyle G} почти нильпотентна и в частности имеет полиномиальный рост.